# Скальпована рана
Скальпована рана — рана з повним або частковим відділенням обширного клаптя шкіри (на волосистій частині голови — всіх м'яких тканин).

## Етіологія
Такі рани виникають при попаданні довгого волосся в рухомі механізми верстатів та інших машин, під колеса автомобіля. Ці рани зазвичай сильно забруднені (землею, мастильними матеріалами, промислової пилом і сторонніми тілами).

## Лікування
Операції первинноЇ хірургічної обробки скальпованих ран супроводжуються формуванням вторинних некрозів реплантованих клаптів, значною крововтратою, що становить від 1,5 до 5,0 мл/см2 ранової поверхні, розладами гемостазу і мікроциркуляції, погіршенням загального стану постраждалих.
Відновно-реконструктивні втручання з пластикою шкіри звичайно супроводжуються іммобілізацією кінцівки (гіпсовою чи іншою твердою пов'язкою).